# Servizio Informazione Religiosa
Il Servizio Informazione Religiosa, comunemente conosciuto con l'acronimo SIR, è un'agenzia di stampa cattolica nata nel 1988 per iniziativa della Federazione italiana settimanali cattolici e con il sostegno della Conferenza Episcopale Italiana.

## Storia
Il primo numero del SIR settimanale (attualmente denominato Fatti e pensieri) porta la data del 13 gennaio 1989 e si apre con una nota che illustra le linee editoriali dell'agenzia. Vi si legge, tra l'altro: "Senza presunzione, con realistico senso dei nostri limiti, ma con completa determinazione, il SIR vuole contribuire a spogliare l'informazione religiosa da quei modelli riduttivi che la selezionano, la interpretano, la divulgano con un'ottica esclusivamente ideologica, politica e partitica. Riteniamo che il 'fatto religioso', anche dal punto di vista giornalistico, sia molto più complesso e chi lo legge deve essere soprattutto aiutato a capirlo nelle sue radici e nel suo significato profondo per trarne un libero giudizio. Per questo preferiremo sempre l'obiettività, il rigore e la verifica, allo scoop solo apparentemente redditizio. Tutto in clima di stima sincera, di rispetto e di aperta attenzione a tutti coloro che in Italia oggi si dedicano all'informazione religiosa… Il nostro impegno per essere stampa di verità e di libertà è nel solco secolare del giornalismo cattolico e questa ulteriore esperienza vorrebbe confermarlo, in una forma aderente a questa stagione della Chiesa e della Società italiana".
Il 21 giugno 1990, il SIR settimanale diventa bisettimanale. Negli anni successivi e con le nuove tecnologie informatiche iniziano le trasmissioni dell'agenzia in posta elettronica. Il 9 novembre 1994, si avviano i lanci quotidiani via fax e posta elettronica a un gruppo di testate nazionali.
Il 20 settembre 1995, il SIR lancia il proprio sito Internet: si tratta di uno dei primi servizi web cattolici in Italia. Il sito verrà rivisto graficamente e nei contenuti nel 1998, nel 2003 e nel 2005.
Nel 2001 prende avvio, d'intesa con il Consiglio delle Conferenze dei Vescovi d'Europa, SIR Europa: bisettimanale di informazione europea che concentra la sua attenzione su diversi temi e aspetti dell'Europa. Dalle attività delle Conferenze episcopali europee, al dialogo ecumenico e interreligioso, senza dimenticare le attività istituzionali dell'Ue. Trasmesso on line (con accesso free) in italiano e inglese, SIR Europa è attualmente impegnato anche in un progetto di sviluppo in sinergia con altri media cattolici europei.
Il 5 novembre 2010 - proprio nell'anno in cui il SIR festeggia 15 anni di presenza in Internet - viene pubblicato il nuovo sito dell'agenzia, completamente rivisto nella grafica, dotato delle più moderne tecnologie web.
Dal maggio 2019 il direttore responsabile è Amerigo Vecchiarelli. La redazione è composta da: Gigliola Alfaro, Alberto Baviera, Riccardo Benotti (caposervizio), Maria Chiara Biagioni, Gianni Borsa, Patrizia Caiffa, Marco Calvarese, Raffaele Iaria, Maria Michela Nicolais, Giovanna Pasqualin Traversa, Filippo Passantino, Andrea Regimenti, Daniele Rocchi  e Emanuela Vinai. 

## Direttori
- Giovanni Fallani (1988 - 1997)
- Paolo Bustaffa (1997 - 2013)
- Domenico Delle Foglie (2013 - 2016)
- Vincenzo Corrado (2017 - maggio 2019)
- Amerigo Vecchiarelli (maggio 2019 - in carica)[1]